# 依田直有
依田 直有（よだ なおもち、生没年不詳）は、江戸時代前期の砲術家。通称は佐助。

## 経歴・人物
幕府の先手与力で、武衛流砲術の祖である武衛市郎左衛門に学ぶ。子の延年もまた武衛流を修め、徳川吉宗に仕えた。